# Marquard Slevogt
Marquard Friedrich Franz Slevogt (Aschaffenburg, 22 marzo 1909 – Monaco di Baviera, 25 maggio 1980) è stato un hockeista su ghiaccio tedesco.

## Palmarès

### Olimpiadi invernali
- Bronzo a Lake Placid 1932 nell'hockey su ghiaccio.